# Déville-lès-Rouen
Déville-lès-Rouen è un comune francese di 10 113 abitanti situato nel dipartimento della Senna Marittima nella regione della Normandia.

## Società

### Evoluzione demografica
Abitanti censiti